# Trissexodon constrictus
Trissexodon constrictus е вид коремоного от семейство Trissexodontidae.

## Разпространение
Видът е разпространен в Испания и Франция.